# Ophiogomphus incurvatus
Ophiogomphus incurvatus – gatunek ważki z rodziny gadziogłówkowatych (Gomphidae). Występuje na terenie Ameryki Północnej.